# José Balaca
José Balaca y Carrión – hiszpański malarz i miniaturzysta tworzący w XIX wieku. Ojciec malarzy Eduardo i Ricardo Balaca.
Rozpoczął swoją karierę artystyczną malując miniaturowe portrety, traktując to zajęcie bardziej jako rozrywkę niż zawód. Mając 28 lat postanowił poświęcić się malarstwu i przeniósł się do Madrytu, aby wstąpić do Królewskiej Akademii Sztuk Pięknych św. Ferdynanda. W czasie studiów utrzymywał się ze sprzedaży miniatur. Po ukończeniu studiów udał się do Lizbony w 1844 r., a następnie do Anglii i Francji, wracając do Hiszpanii w 1850 roku oraz udział w wystawach od krajowych portretów.
W 1841 r. namalował obraz upamiętniający obronę Pałacu Królewskiego, wydarzenie z 7 października tego samego roku. Obraz, który przedstawiał bohaterów tego wydarzenia - dziewiętnastu halabardników i pułkowników Domingo Dulce y Garay oraz Santiago Barrientos, został przedstawiony królowej i przez nią zakupiony.
W 1844 r. przeniósł się do Lizbony, gdzie portretował ważne osobistości i członków arystokracji, w tym królową Portugalii Marię II. Po kilku latach spędzonych w Lizbonie wyjechał do Anglii, a następnie do Francji. Wrócił do Madrytu w 1850 r., gdzie osiedlił się na stałe i dalej zajmował malowaniem portretów.